# Elecciones provinciales de Pichincha de 2019
Las elecciones provinciales de Pichincha de 2019 hacen referencia al proceso electoral que se llevó a cabo el 24 de marzo de 2019. Las elecciones provinciales determinaron, por sufragio directo de los electores, las dignidades que encabezarían el consejo provincial por un período de cuatro años comprendidos entre el 2019 y el 2023. Se eligió a un prefecto y viceprefecto en binomio electoral para el período 2019/23.

## Antecedentes
Tras el triunfo de la opción "Sí", en el Referéndum de Ecuador de 2018, la posibilidad de reelección a todas las autoridades de elección popular que hayan hecho uso de su única reelección que la constitución faculta quedó anulada. 
En el año 2015 la Asamblea Nacional de Ecuador aprobó mediante reforma la llamada Reelección Indefinida de todas las autoridades de elección popular, sin embargo, el Alcalde Jaime Nebot ya había dado a conocer su decisión de no participar en una eventual reelección, las reformas aprobadas por la Asamblea Nacional en 2015 automáticamente fueron derogadas luego del triunfo de la opción "Sí", en el Referéndum de Ecuador de 2018.

## Desarrollo

### Etapa preelectoral
La etapa preelectoral corre desde el término de las elecciones presidenciales de Ecuador en 2017, durante la cual se perfilan una serie de precandidatos no oficiales. Los partidos designarán a sus candidatos de manera oficial en el mes de noviembre de 2018 cuando se recepten las inscripciones de candidaturas en el Consejo Nacional Electoral.

## Candidaturas
| Lista    | Logo | Partido / Movimiento                                        | Prefecto                  | Viceprefecto                | Cargos Previos (Prefecto)                                |
| -------- | ---- | ----------------------------------------------------------- | ------------------------- | --------------------------- | -------------------------------------------------------- |
| 1        |      | Centro Democrático                                          | Sara Paredes Garcés       | Carlos Figueroa Moreno      | Docente                                                  |
| 3        |      | Partido Sociedad Patriótica                                 | Bladimir Bernys Chávez    | Aline Markarian             | Psicólogo                                                |
| 4 17     |      | Movimiento Ecuatoriano Unido Partido Socialista Ecuatoriano | Alonso Moreno Salazar     | Gabriela Wandemberg Gómez   | Asesor de la Prefectura de Pichincha                     |
| 5        |      | Fuerza Compromiso Social                                    | Paola Pabón Caranqui      | Alexandro Tonello Carrera   | Secretaria Nacional de la Política (2016 - 2017)         |
| 6        |      | Partido Social Cristiano                                    | Diego Salgado Ribadeneira | Marjorie Chávez Macías      | Asambleísta Nacional (2013 - 2017)                       |
| 7        |      | Adelante Ecuatoriano Adelante                               | Mario Maldonado Sánchez   | Verónica Quichimbo          | Director Ejecutivo Nacional del SECAP                    |
| 8        |      | Avanza                                                      | Javier Orti Torres        | Andrea Herrera              | Secretario Nacional de Avanza                            |
| 9        |      | Movimiento Libertad es Pueblo                               | Marcelo Hallo Alvear      | Paulina Bonilla             | Director de Control y Transparencia de gestión del CPCCS |
| 10       |      | Partido FE                                                  | Ramiro Simbaña Vásconez   | Carolina Guerra Tituaña     | Presidente de Comisión de Calificación de Unión de ligas |
| 12 20 61 |      | Izquierda Democrática Democracia Sí Movimiento VIVE         | Juan Zapata Silva         | Kerly Morán Oviedo          | Secretario de Seguridad y Gobernabilidad de Quito        |
| 18       |      | Pachakutik                                                  | Pablo Vélez Rueda         | Sandra Yépez                | Abogado                                                  |
| 19       |      | Unión Ecuatoriana                                           | Patricio Ubidia Burbano   | Edisse Porras Rubio         | Concejal Metropolitano de Quito (2014 - 2018)            |
| 21 65    |      | Movimiento CREO Movimiento AHORA                            | Federico Pérez Intriago   | Blanca Sacancela Quishpe    | Prefecto de Pichincha (1992 - 1996)                      |
| 33       |      | Movimiento Juntos Podemos                                   | Vinicio Baquero Ordóñez   | Mónica Pozo Enríquez        | Director de la Escuela Polítecnica Nacional              |
| 35       |      | Alianza PAIS                                                | René Espín Lamar          | María Mercedes Borja García | Director Provincial de PAIS                              |
| 51       |      | Concertación                                                | Esteban Moscoso Cevallos  | Samia Peñaherrera Solah     | Director de espacios públicos de Quito                   |
| 70       |      | Movimiento Todos                                            | Ángel Zapata Lucio        | Andrea Arellano Espinosa    | Abogado                                                  |
| 71       |      | Acción Democrática Ecuatoriana                              | Joffre Pinzón Merino      | Pamela Hidalgo Vallejo      | Empresario                                               |

Fuente:

## Resultados

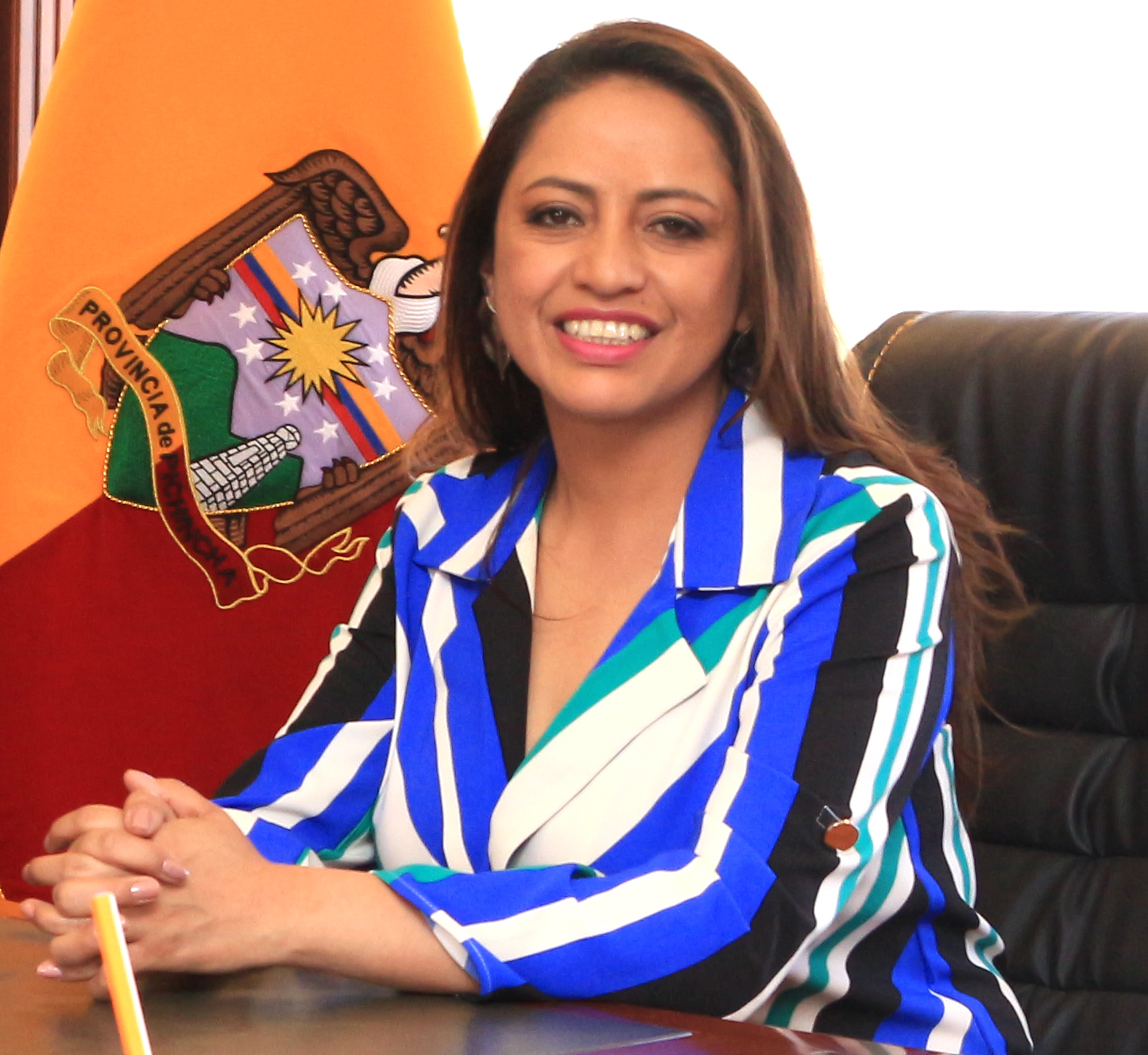
Paola Pabón, Prefecta de Pichincha electa.

|  | 22.13 % |

|  | 20.72 % |

|  | 14.90 % |

|  | 10.89 % |

|  | 7.63 % |

|  | 4.33 % |

|  | 3.09 % |

|  | 2.40 % |

|  | 2.38 % |

|  | 2.31 % |

|  | 1.80 % |

|  | 1.78 % |

|  | 1.23 % |

|  | 1.09 % |

|  | 1.00 % |

|  | 0.93 % |

|  | 0.73 % |

|  | 0.66 % |

|  | 100 % |